# Mazama lilipucia
Mazama lilipucia (Mazama chunyi) – gatunek ssaka z rodziny jeleniowatych (Cervidae).
Osiąga wzrost do 90 cm, wysokość w kłębie do 40 cm, masa ciała do 19 kg, ubarwienie czerwonobrązowe. Żyje w górskich lasach Andów do wysokości 3000 m n.p.m.